# James Frost
James Martin Frost (22 de agosto de 1986 en Cowbridge, Gales), es el guitarrista, teclista y vocalista de la banda galesa The Automatic. En la actualidad reside en Cardiff, Gales.

## Carrera musical
Frost comenzó a tocar la guitarra a una edad temprana y después de conocer a su amigo Robin Hawkins que toca el bajo y su amigo Iwan Griffiths en la batería formaron la banda, White Rabbit, que más tarde, al unirse Alex Pennie cambiaria de nombre a The Automatic. Después de la salida de Alex Pennie de la banda, se les unió Paul Mullen de Yourcodenameis: Milo. Ambos guitarristas tendrían el papel de teclista, coristas, y tocar la guitarra. Después del lanzamiento del disco debut de la banda, Not Accepted Anywhere, James fue votado como la persona n.º 20 de las más geniales en NME.